# Junkyard
Az 1982-es Junkyard a The Birthday Party nagylemeze. A Kiss Me Black-et és Dead Joe második verzióját egy átmeneti felállás rögzítette: Tracy Pew basszusgitár helyére (ő ittas vezetésért ült a Pentridge börtönben) Barry Adamson került.
A borító, melyet Ed Roth és Dave Christensen készített, Roth "Junk Yard Kid" karakterét ábrázolja, aki egy félig Cadillac, félig szemétkuka autót vezet. 2010 októberében a Junkyard 17. lett A 100 legjobb ausztrál album című könyvben. A brit albumlistán a 73. helyig jutott. Szerepel az 1001 lemez, amit hallanod kell, mielőtt meghalsz című könyvben.

## Az album dalai
|     | Cím                               | Szerző(k)                  | Hossz |
| --- | --------------------------------- | -------------------------- | ----- |
| 1.  | Blast Off! (csak a CD-n)          | Rowland S. Howard          | 2:17  |
| 2.  | She's Hit                         | Nick Cave, Tracy Pew       | 6:06  |
| 3.  | Dead Joe                          | Cave, Anita Lane           | 3:08  |
| 4.  | The Dim Locator                   | R. S. Howard               | 2:49  |
| 5.  | Hamlet (Pow Pow Pow)              | Cave, R. S. Howard         | 5:33  |
| 6.  | Several Sins                      | R. S. Howard, Harry Howard | 2:56  |
| 7.  | Big Jesus Trash Can               | Cave, Mick Harvey          | 3:00  |
| 8.  | Kiss Me Black                     | Cave, Lane                 | 2:48  |
| 9.  | 6" Gold Blade                     | Harvey                     | 3:34  |
| 10. | Kewpie Doll                       | Cave, Harvey, Jay McShann  | 3:32  |
| 11. | Junkyard                          | Cave, R. S. Howard         | 5:49  |
| 12. | Dead Joe (2. verzió, csak a CD-n) | Cave, Lane                 | 3:07  |
| 13. | Release the Bats (csak a CD-n)    | Cave, Harvey               | 2:09  |

## Közreműködők
- Nick Cave – ének
- Mick Harvey – gitár, orgona, szaxofon, dob, ütőhangszerek
- Tracy Pew – basszusgitár
- Barry Adamson – basszusgitár (Kiss Me Black és Dead Joe 2. verzió)
- Phill Calvert – dob

## Fordítás
Ez a szócikk részben vagy egészben a Junkyard (album) című angol Wikipédia-szócikk ezen változatának fordításán alapul.  Az eredeti cikk szerkesztőit annak laptörténete sorolja fel. Ez a jelzés csupán a megfogalmazás eredetét és a szerzői jogokat jelzi, nem szolgál a cikkben szereplő információk forrásmegjelöléseként.